# جون د. ريان
جون د. ريان (بالإنجليزية: John Dennis Ryan)‏ هو شخصية أعمال أمريكي، ولد في 10 أكتوبر 1864 في ميشيغان في الولايات المتحدة، وتوفي في 11 فبراير 1933 في مانهاتن في الولايات المتحدة.